# Epomops
Epomops es un género de murciélagos megaquirópteros pertenecientes a la familia Pteropodidae. 

## Especies
Incluye las siguientes especies que habitan en el África subsaharina:
- Epomops buettikoferi. Habita en Ghana, Guinea, Guinea-Bissau, Liberia, Nigeria, Senegal y Sierra Leona. Su hábitat natural son los bosques tropicales o subtropicales y la sabana.
- Epomops dobsoni. Habita en Angola, República Democrática del Congo, Malawi, Mozambique, Ruanda, Tanzania, y Zambia. Su hábitat natural es la sabana.
- Epomops franqueti. Es una de las especies de murciélago que puede ser portadora del virus Ébola.